# Mobiler Seefunkdienst (Grenzwelle)
Der mobile Seefunkdienst auf Grenzwelle ist ein Teil des mobilen Seefunkdienstes, der ausschließlich auf Grenzwelle übertragen wird.

## Reichweite
Der mobile Seefunkdienst auf Grenzwelle hat eine Reichweite von ca. 150 sm. Der Dienst stellt somit eine Erweiterung des mobilen Seefunkdienstes auf UKW dar.

## Heutige Verwendung
Mit dem Aufkommen des mobilen Seefunkdienstes über Satelliten ist die Bedeutung des Seefunkdienstes auf Grenzwelle stark zurückgegangen. Dennoch ist der Seefunkdienst auf Grenzwelle mangels – von Inmarsat – garantierter Satellitenabdeckung oberhalb des 70. Breitengrades Nord bzw. Süd die einzige sichere Möglichkeit, mit anderen Seefunkstellen außerhalb des UKW-Seefunks und ohne die Problematik der toten Zone bei der Kommunikation über Kurzwellen-Seefunk, in Kontakt zu treten.